# Седморица младих (ТВ филм)
„Седморица младих” је југословенски ТВ филм из 1970. године. Режирао га је Јован Ристић који је написао и сценарио.

## Улоге
| Глумац              | Улога |
| ------------------- | ----- |
| Небојша Кунић       |       |
| Јован Радовановић   |       |
| Зарије Раковић      |       |
| Љубиша Стошић       |       |
| Јелена Тинска       |       |
| Бранислав Тодоровић |       |
| Милутин Васовић     |       |